# 山川一陽
山川 一陽（やまかわ かずひろ、1944年 - 2023年1月）は、日本の検察官、法務官僚、弁護士、法学者。専門は民法。日本大学名誉教授。

## 人物
埼玉県出身。埼玉県立川越高等学校を経て、1968年日本大学法学部法律学科卒。最高裁判所司法研修所司法修習生。
1971年東京地検検事。広島地方検察庁検事を経て、1977年法務省民事局付検事、法制審議会幹事、1981年東京地検検事を歴任後、1983年に退官し弁護士登録。同年、日本大学法学部民法講座助教授。99年教授。2003年日本大学法学部法学研究所所長。2004年日本大学大学院法務研究科教授。2011年太陽誘電株式会社監査役。2015年日本大学名誉教授。
実務に精通した学者として著名。法務省民事局付の際には法制審議会幹事として民事立法に従事。日本私法学会理事、厚生労働省薬事・食品衛生審議会委員等。

## 著書編著
- 『債権各論講義』（立花書房）
- 『新警察民法』（立花書房）
- 『犯罪と民法』（立花書房）
- 『担保物権法』（弘文堂）
- 『法学入門』（弘文堂）編著
- 『新貸金3法Q&A』（弘文堂）編著
- 『親族法・相続法講義』（日本加除出版）
- 『新民法の話』（国際書院）
- 『民法総則講義』（中央経済社）
- 『物権法講義』（日本評論社）
- 『財産法を学ぶ』（法学書院）
- 『法律家の散歩道』（法学書院）